# Юркив, Василий Андреевич
Василий Андреевич Юркив (6 февраля 1940, Ивано-Франковская область, УССР — 14 февраля 2019) — советский и российский учёный, специалист в области клинической биохимии, академик РАМН (2000), академик РАН (2013).

## Биография
Родился 6 февраля 1940 года в Ивано-Франковской области УССР.
В 1963 году окончил Львовский медицинский институт по специальности «лечебное дело» и начал работать хирургом-онкологом.
С 1977 года возглавлял лабораторию молекулярных основ патогенеза инфекционных заболеваний в ЦНИИ эпидемиологии, позже — главный научный сотрудник института.
В 1994 году избран членом-корреспондентом РАМН.
В 2000 году избран академиком РАМН.
В 2013 году стал академиком РАН (в рамках присоединения РАМН и РАСХН к РАН).
Скончался 14 февраля 2019 года. Похоронен в Москве на Хованском кладбище (участок 539).

## Научная деятельность
Специалист в области клинической биохимии инфекционных заболеваний.
Специалист в области клинической биохимии инфекционных заболеваний. Проведённые им всесторонние комплексные исследования молекулярных механизмов патогенеза различных бактериальных, вирусных и паразитарных болезней существенно углубили представления об инфекционном процессе, позволили установить причинно-следственные отношения и вскрыть неизвестные ранее ключевые и пусковые механизмы развития ведущих синдромов. Им исследована взаимосвязь различных внутриклеточных медиаторов и гормонов и их роль в развитии важнейших синдромов при холере и других острых кишечных инфекциях — диареи и интоксикации. Изучены особенности функционирования аденилат-гуанилатциклазных систем непосредственно в энтероцитах человека и биоптатах больных, что имеет важное клинико-патогенетическое и прогностическое значение при острых кишечных инфекциях. Эти работы в сочетании с исследованиями особенностей метаболизма липо- и гликопротеинов, взаимодействия бактериальных токсинов с клеточными мембранами, а также кальциевого гомеостаза в энтероцитах позволили по-новому оценить биохимические основы физиологии и патологии кишечника и предложить обоснованный научный подход к разработке эффективных методов лечения этих болезней.
Внёс большой вклад в изучение биохимических процессов в организме при токсико-инфекционном шоке и паразитарных болезнях.
Впервые в России провёл разработку и выпуск новейших высокоэффективных, экологически безопасных антипаразитарных препаратов на основе природных авермектинов — абиктин инъекционный, абиктин порошок, абиктин таблетки. Эти препараты с успехом используются в ветеринарии, получены обнадёживающие результаты в клинике. Все антипаразитарные препараты на основе авермектинового комплекса выгодно отличаются по санитарно-токсикологическим характеристикам, существенно повышают экономичность противопаразитарных мероприятий.
Член редакционных советов журналов «Бюллетень экспериментальной биологии и медицины», «Вопросы медицинской химии», «Патогенез».

## Награды
- Премия Правительства Российской Федерации в области науки и техники (в составе группы, за 1995 год) — за разработку и практическое освоение комплекса лечебных мероприятий при холере и других острых кишечных инфекциях[3]